# Kinder (Zeitschrift)
Die Zeitschrift kinder! ist eine monatlich erscheinende Elternzeitschrift des Junior Medien Verlags mit einer Auflage von 205.183 Exemplaren (Stand 2017).
Die Zeitschrift vereinigt die Themen Erziehung und Unterhaltung. Es werden erzieherische Themen und Reisetipps für Eltern mit Kindern besprochen. Zielgruppe sind Familien mit Kindern im Alter von 3 bis 8 Jahren.